# Mimoclystia mermera
Mimoclystia mermera es una especie de polilla de la familia Geometridae. La especie fue descrita por primera vez por el lepidopterólogo inglés Louis Beethoven Prout en 1935, con distribución endémica en Sudáfrica.